# 橙黄虎耳草
橙黄虎耳草（学名：Saxifraga aurantiaca）为虎耳草科虎耳草属下的一个种。

## 扩展阅读
- 維基物種上的相關：橙黄虎耳草